# 路易斯·德乔伊
路易斯·德乔伊（英語：Louis DeJoy，1957年—）是美国商人和共和党多位政客的主要捐助人和筹款人。
德乔伊在纽约布鲁克林出生和长大。 他在佛罗里达州中部的史丹森大學获得了会计专业的工商管理学士学位。大学毕业后，德乔伊成为一名注册会计师。
2020年5月，德乔伊被美國郵政署理事会任命为第75任美国邮政总局局长和首席执行官。6月，德乔伊開始著手削减邮政经营成本，具体措施包括削减员工加班时长、限制额外邮件运输等，导致美国多地邮件投递延迟。不過由於受2019冠狀病毒病疫情影响，2020年美國总统选举可能有多达半数选民通過邮寄選票來投票。美國民主黨人担忧德乔伊的改革会导致邮寄选票处理滞后，從而影响选举，於是對德乔伊施加壓力。不过，美國總統共和黨人特朗普則表示邮寄投票會產生选举舞弊，極力抵制郵寄選票。
2020年8月18日，德乔伊宣布，停止有關削減成本的邮政服务改革，直至11月3日2020年美國总统选举以后。